# 艾派尔耶什
艾派尔耶什，是匈牙利琼格拉德州所辖的一个村。总面积73.89平方公里，总人口532，人口密度7.2人/平方公里（2011年1月1日）。